# Porseleintoren van Nanjing

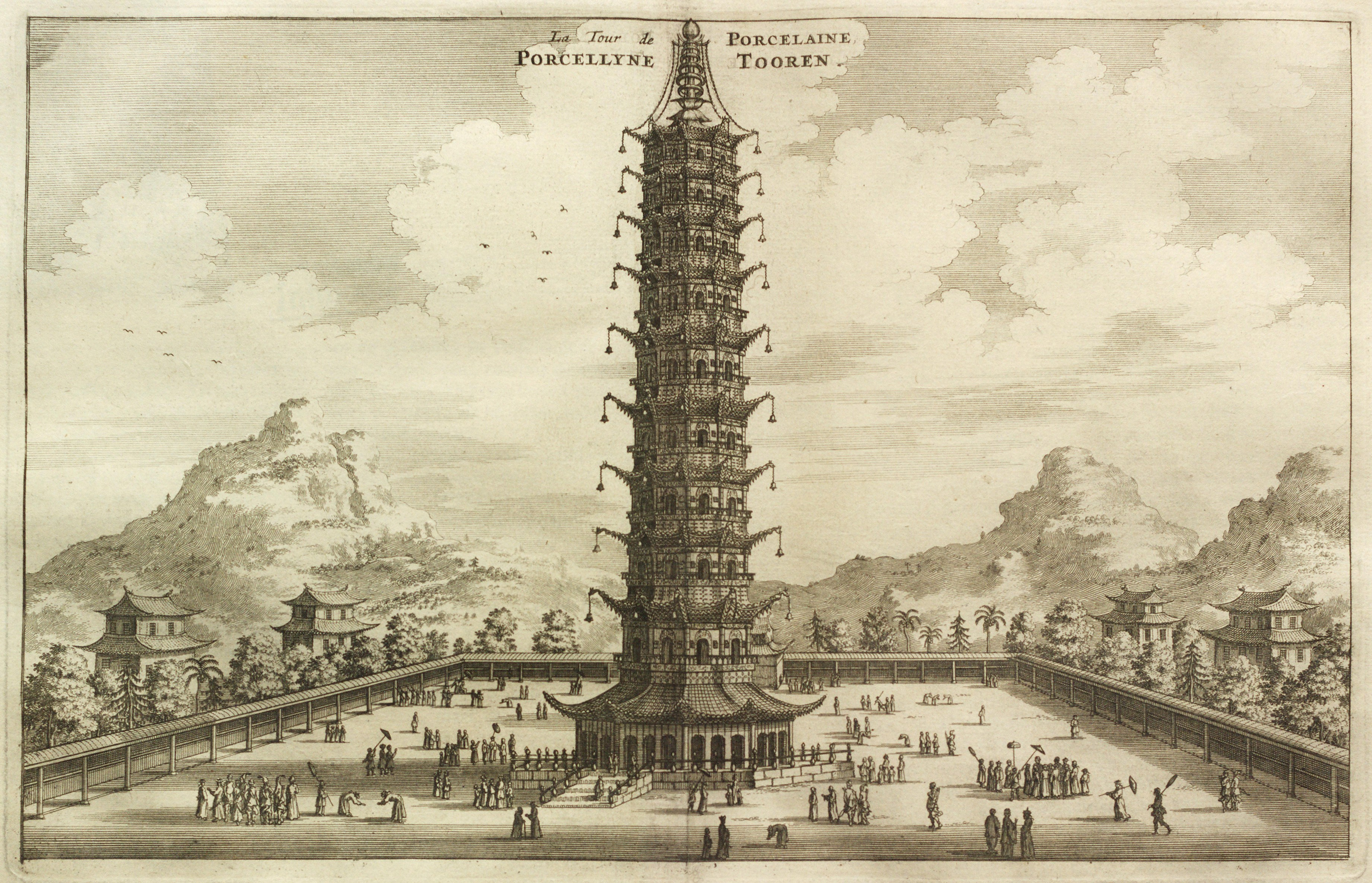
Uit: Het Gezantschap, Johan Nieuhof (1665)

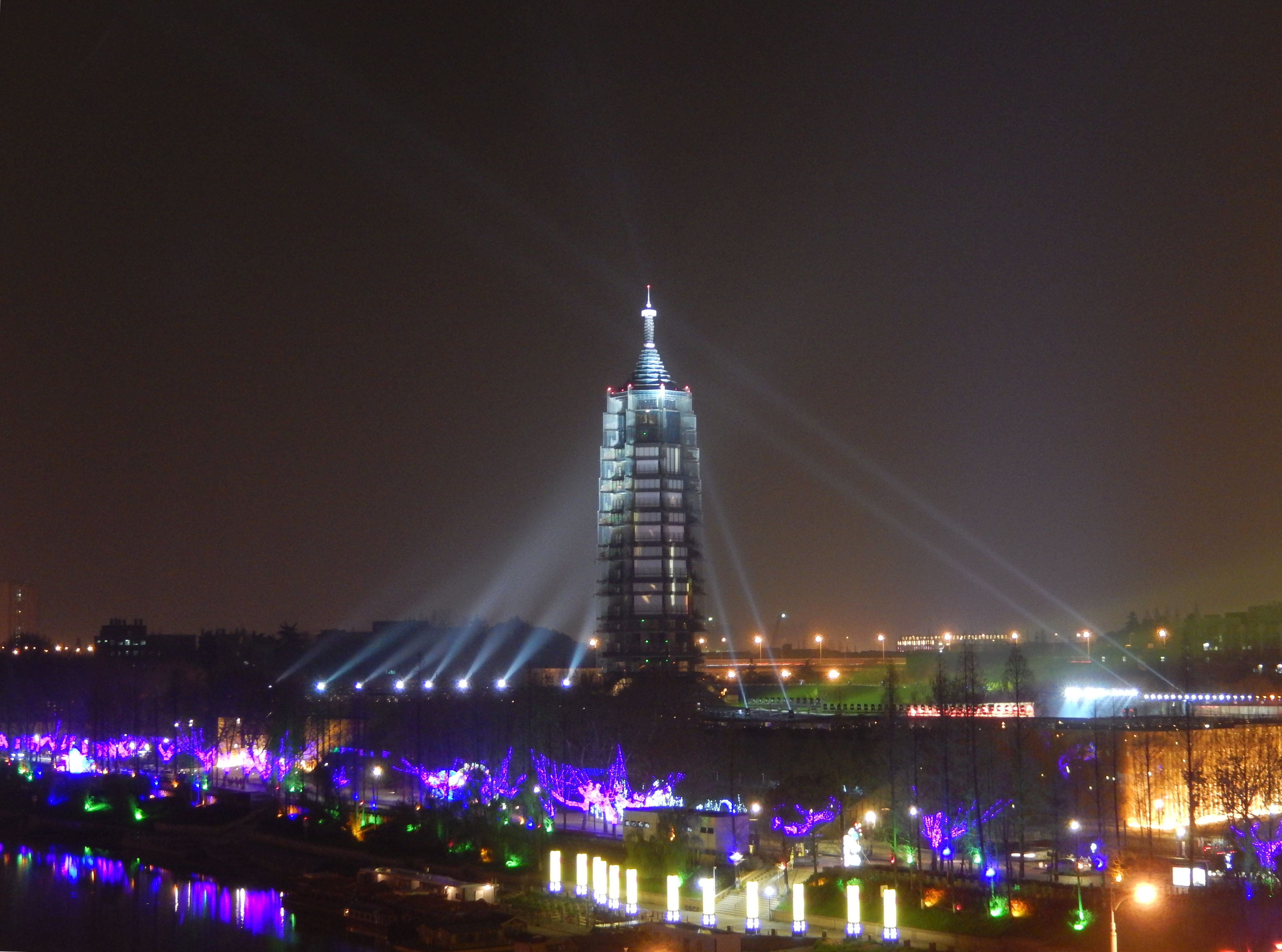
De nieuwe porseleintoren bij nacht

De Porseleintoren van Nanjing was een pagode van bakstenen, bedekt met porseleintegels en stond bij een klooster in Nanjing. Het complex, op de zuidoever van de rivier de Jangtsekiang, is in de vijftiende eeuw (1412) gebouwd door boeddhistische monniken in opdracht van keizer Yongle. De Chinezen noemen de pagode en tempel Bao'ensi, d.i. de Tempel van Dankbaarheid. Johan Nieuhof beschreef in 1655 als een van de eerste buitenlanders de toren in zijn boek Het Gezantschap Der Neerlandtsche Oost-Indische Compagnie.
Als de zon op de tegels scheen, leek de toren te blinken.
De toren, versierd met geel-, groen- of roodgeglazuurde tegels, lag in de zuidelijke hoofdstad van het Chinese keizerrijk. Het gebouw was achthoekig en 30 meter in doorsnee. De toren was bijna 80 meter hoog, had negen verdiepingen en er waren 184 treden naar de top. Van daaruit was er een indrukwekkend uitzicht op de stad in het noorden en de rivier in het zuidwesten. Op iedere verdieping stond een religieuze boeddhistische schrijn. De interieurs waren gedecoreerd met een soort Delftse tegels, verluchtigd met dieren, planten, Chinese landschappen, en koppen van monsters boven de deuren. De toren was mogelijk voorzien van 140 lantaarns die de toren 's nachts verlichtten. Op de hoeken hingen kleine klokjes die, door de wind bewogen, een aantrekkelijk geluid produceerden.
Aan het begin van de 19e eeuw raakte de toren beschadigd door bliksem en drie verdiepingen gingen verloren, maar werden weer herbouwd. Tijdens de Taiping-opstand, toen de toren diende als uitzichtplatform, werd de houten trap die naar boven voerde beschadigd. De boeddhistische afbeeldingen werden door de christelijke opstandelingen verwijderd, er restte een uitgeholde toren die in 1856 alsnog compleet werd afgebroken. Delen van de toren zijn bewaard gebleven en te zien in het plaatselijke museum.
Het bouwwerk wordt genoemd als een van de zeven wereldwonderen uit de middeleeuwen.

In 2015 is na enkele jaren bouwen een nieuwe versie van de toren gereedgekomen.